# W cieniu nienawiści
W cieniu nienawiści – polski dramat wojenny z 1985 roku w reż. Wojciecha Żółtowskiego. Adaptacja opowiadania Jana Dobraczyńskiego pt. Ewa. Film powstawał pod roboczym tytułem Kolor szarości. Scenariusz bazował na autentycznych wydarzeniach z konspiracyjnej działalności grupy pracowników Opieki Społecznej i Zdrowia Zarządu Miejskiego w Warszawie. Film miał swoją premierę w warszawskim kinie Skarpa, w przeddzień 43-ciej rocznicy wybuchu powstania w getcie warszawskim. 

## Fabuła
Warszawa w roku 1943. Zofia, młoda matka wychowująca kilkuletniego synka, w oczekiwaniu na powrót męża z oflagu robi wszystko aby przetrwać wojnę w nic się nie mieszając. Nie oczekiwanie, decyduje się jednak przyjąć pod swój dach żydowską dziewczynkę, którą powierza jej przypadkowo spotkana uciekinierka z getta, jej matka. Na skutek wybuchu powstania w getcie, pobyt dziewczynki przedłuża się. Powoduje to wiele komplikacji i niebezpieczeństw. Zofię opuszcza wieloletnia pomoc domowa, która wymawia jej sprzyjanie Żydom, zaczyna być nachodzona przez szmalcownika. W końcu dzięki pomocy proboszcza z lokalnej parafii udaje się jej wywieźć dziewczynkę do bezpiecznego Zakładu Sierot w Chotomowie. Nie obywa się to bez niebezpiecznych sytuacji, takich jak przypadkowe przekroczenie granicy z Rzeszą lub wizyta policji w jej mieszkaniu. 

## Obsada
- Bożena Adamek – Zofia
- Wanda Łuczycka – ciotka Zofii
- Aleksandra Cezarska – Ewa (dubbing Doroty Lanton)
- Magda Teresa Wójcik – Maria, współpracownica Zofii
- Maria Zbyszewska – Celińska, gospodyni Zofii (dubbing Barbary Wałkównej)
- Ewa Szykulska – "opiekunka" Ewy
- Barbara Brylska – sąsiadka Zofii
- Róża Chrabelska – matka Ewy
- Barbara Połomska – właścicielka kawiarni
- Joanna Kurowska – Helga, dziewczyna w poczekalni stacji kolejowej
- Zygmunt Malanowicz – kierownik referatu, szef Zofii
- Ireneusz Kaskiewicz – dozorca Józef Marciniak
- Janusz Paluszkiewicz – ksiądz
- Henryk Bista – szmalcownik
- Andrzej Róg – Żyd
- Wiktor Matuszewski – Marek, syn Zofii
- Piotr Augustyniak – oficer niemiecki informujący Zofię o śmierci męża
- Edward Bukowian –  niemiecki strażnik kolejowy w poczekalni stacji kolejowej
- Emanuela Nikonorow – kontrolerka niemiecka w referacie
- Eugeniusz Korczarowski – Niemiec
- Sławomir Maciejewski – szpicel
- Krzysztof Matuszewski – kontroler niemiecki w referacie
- Włodzimierz Matuszak – oficer niemiecki
- Dariusz Paczyński – oficer niemiecki w kościele
- Stefan Paska – rikszarz
- Wojciech Pilarski – pastor Schmidt, współlokator Marii
- Jerzy Rojek – oficer niemiecki w tramwaju
- Włodzimierz Tympalski – mężczyzna w tramwaju
- Andrzej Żółkiewski – oficer niemiecki
- Jerzy Zass – SS-man z psem przed poczekalnią stacji kolejowej

i inni. 